# Елисаветградский переулок (Одесса)
Елисаветградский переулок — улица в Одессе, в исторической части города Сахалинчик, от Вознесенского переулка до Среднефонтанской улицы.

## История
С 1933 по 1941 и с 1947 по 1996 год — переулок Стойко Раткова, члена «Иностранной коллегии» в Одессе.